# Contea di Campaspe
La contea di Campaspe è una local government area che si trova nello Stato di Victoria. Si estende su una superficie di 4.517 chilometri quadrati e ha una popolazione di 36.365 abitanti. La sede del consiglio si trova a Echuca.